# Dubrouna
Dubrouna (belarussisch Дуброўна, russisch Дубровно / Dubrowno) ist eine Stadt in Belarus.
Dubrouna ist das administrative Zentrum des Rajon Dubrouna in der Wizebskaja Woblasz. Die Stadt besteht seit 1773 und hat gegenwärtig etwa 9000 Einwohner.

## Wappen
Beschreibung: In blau gebordeten und blau gemauerten Wappenschild ein silbernes Steintor mit je zwei goldenen Eichenblättern und einer Eichel am Schlussstein und am Torsäulenfuß besteckt.

## Töchter und Söhne der Stadt
- Casimir Simienowicz (um 1600–1651), Raketenpionier
- Samuil Solmonowitsch Poljakow (1838–1888), russischer Eisenbahn-Unternehmer
- Israel Dow Frumkin (1850–1914), Pionier des hebräischen Journalismus, Autor
- Menachem Ussishkin (1863–1941), russisch-palästinensischer Zionist
- Anna Tumarkin (1875–1951), Professorin für Philosophie in Bern
- Charles Jaffé (1879–1941), Schachmeister
- Juri Naumowitsch Lipski (1909–1978), Astronom